# کاگاوا ۶۶۶۵
سیارک ۶۶۶۵ (به انگلیسی: 6665 Kagawa، نامگذاری:1993CN) شش هزار و ششصد و شصت و پنجمین سیارک کشف شده‌است که در ۱۴ فوریه ۱۹۹۳ کشف شد.